# Бляєнбах
Бляєнбах (нім. Bleienbach) — громада  в Швейцарії в кантоні Берн, адміністративний округ Верхнє Ааргау.

## Географія
Громада розташована на відстані близько 36 км на північний схід від Берна.
Бляєнбах має площу 5,7 км², з яких на 8,3% дозволяється будівництво (житлове та будівництво доріг), 57% використовуються в сільськогосподарських цілях, 33,2% зайнято лісами, 1,6% не є продуктивними (річки, льодовики або гори).

## Демографія
2019 року в громаді мешкало 713 осіб (+8,9% порівняно з 2010 роком), іноземців було 6,6%. Густота населення становила 125 осіб/км².
За віковим діапазоном населення розподілялося таким чином: 17,1% — особи молодші 20 років, 59% — особи у віці 20—64 років, 23,8% — особи у віці 65 років та старші. Було 321 помешкань (у середньому 2,2 особи в помешканні).
Із загальної кількості 598 працюючих 51 був зайнятий в первинному секторі, 340 — в обробній промисловості, 207 — в галузі послуг.